# Mariza
Mariza, nom artístic de Marisa dos Reis Nunes, (Moçambic, 16 de desembre de 1973) és una cantant de fados, una de les més populars de Portugal i una de les cantants portugueses amb més projecció internacional. Ha tingut una presència habitual a escenaris com els del Carnegie Hall, a Nova York, el Walt Disney Concert Hall, a Los Angeles, la Salle Pleyel a Paris, Palau de l'Òpera de Sydney o el Royal Albert Hall a Londres. El diari britànic The Guardian la considerà «una diva de la world music». A més a més, va obrir la gran final del Festival de la Cançó d'Eurovisió 2018, juntament amb Ana Moura.

## Biografia

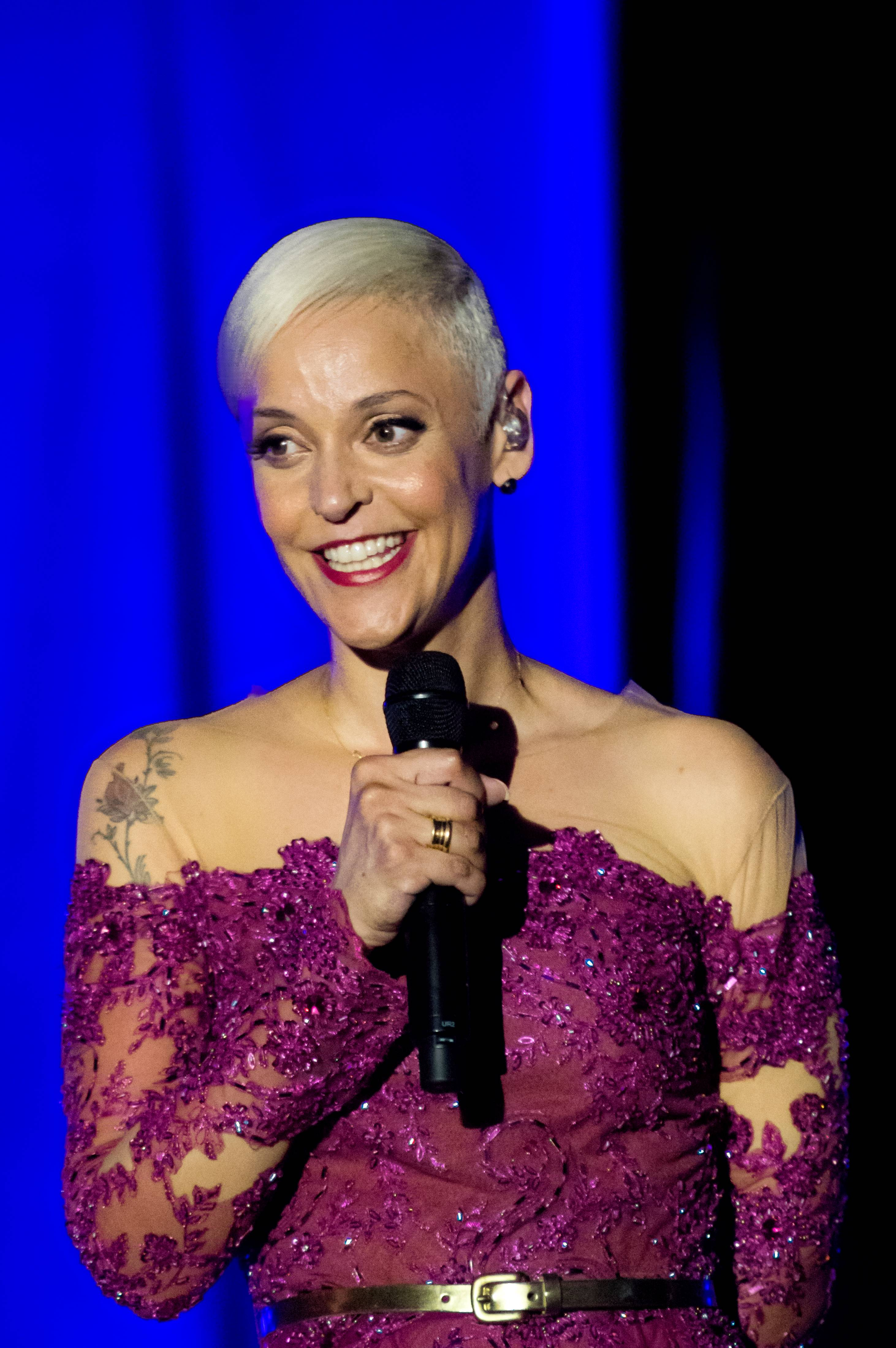
Mariza. Zelt Musik Festival 2015 Friburg de Brisgòvia, Alemanya

Marisa dos Reis Nunes va néixer a la freguesia de Nossa Senhora da Conceição a l'antiga Lourenço Marques, a l'època, capital de l'aleshores província portuguesa de Moçambic. És filla de pare portuguès i mare moçambiquesa. Va néixer prematura de sis mesos i mig sense cap justificació aparent. Segons declaracions a la cadena de televisió SIC, el pare la considerava el nadó més lleig que mai hagués vist. Segons ella «encara tenia les orelles enganxades i els ulls per obrir» i el mateix pare pensà que no sobreviuria.
Amb tres anys, arribà a Portugal, el 1977. A l'actual Maputo, el pare treballà de cap de magatzem d'una empresa d'electrodomèstics portuguesa. Durant l'èxode de les famílies portugueses deixaren Moçambic i escolliren Lisboa per a començar una nova vida. S'instal·laren al barri de Corroios i més tard al número 22 de la Travessa dos Lagares a la Mouraria.

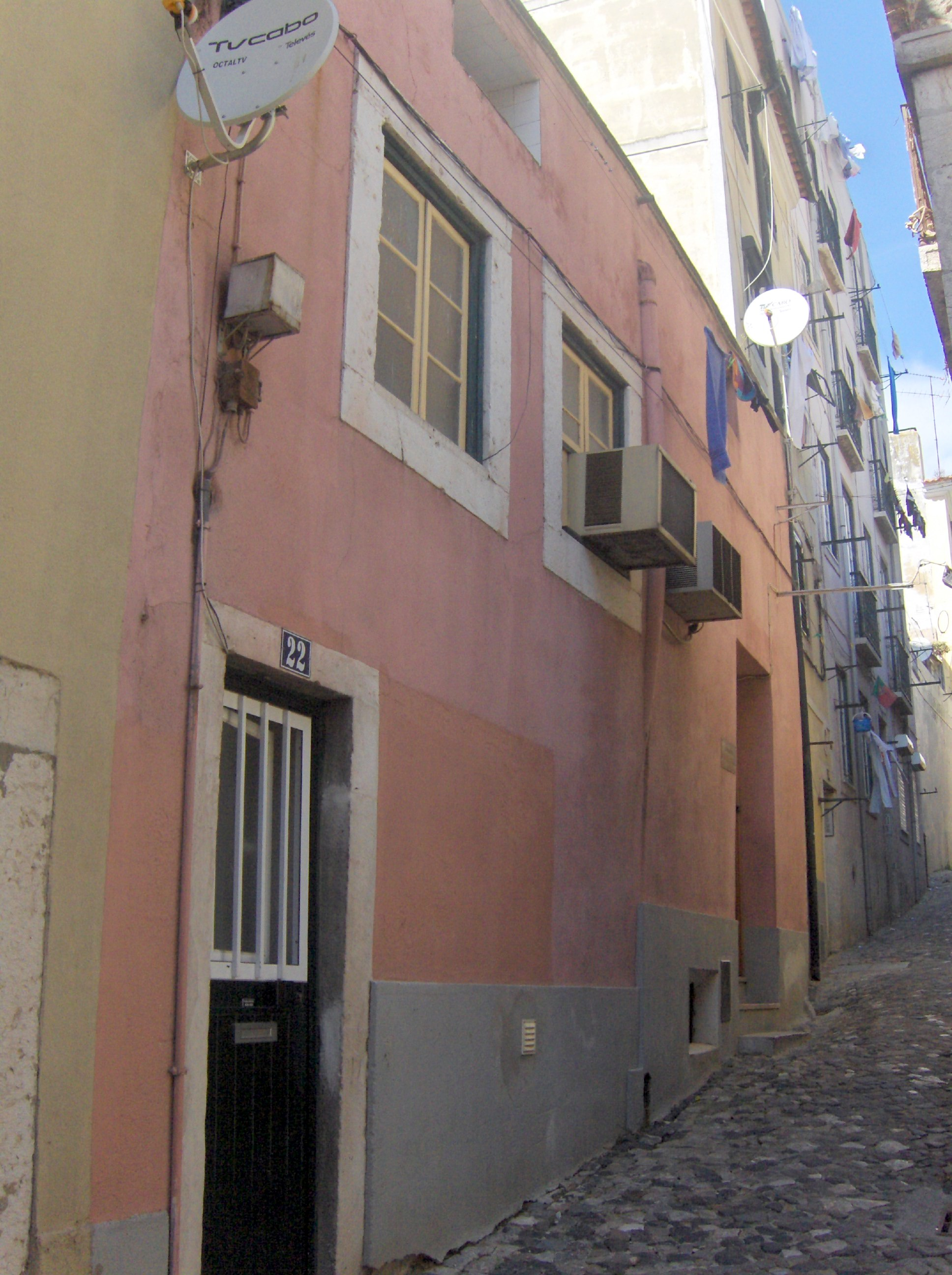
Casa on va créixer Mariza a la Mouraria.

El 1979 reobriren el restaurant Zalala al barri típic de Lisboa, Mouraria, bressol del fado i freqüentat per molts fadistes de referència com Fernando Maurício i Fernando Farinha. El Zalala, avui tancat, devia el seu nom a una platja moçambiquesa.
Fou el pare qui determinà el gust de la cantant pel fado. Segons ella, el pare estava «sempre escoltant fado i durant els àpats mai es veia la televisió; s'escoltaven discos, sempre de fado...» Fernando Farinha, Fernando Maurício, Amália Rodrigues, Carlos de Carmo, entre molts altres, eren els predilectes del pare i foren els que més influenciaren la forma de cantar de Mariza.
Amb cinc anys, rebé el primer xal i començà aleshores a emmotllar la veu que la faria famosa. Sobre l'establiment on aprengué a cantar fado i on va actuar per primera vegada als cinc anys, vestint un xal negre, Mariza va declarar:
«Va ser aquí on tota la història començà. Potser és aquí que acabarà. Tot pot acabar de sobte, tal com va començar i jo torno a la meva Mouraria i a la petita taverna dels meus pares per servir plats de tripes i gots de vi. El que no m'importaria gens!»
Allà es va creuar «amb tants fadistes que les seves cares ja s'esfumen a la memòria.» El restaurant roman tancat ja fa diversos anys, però encara conserva a la porta una placa amb el seu nom i una llegenda que diu “El racó de l'artista”.
Només a l'adolescència començà a ser presa seriosament com a cantant, però els pares declararen en diverses entrevistes que sabien que la seva filla tenia un do. El primer fado que va interpretar al Zalala fou Os putos de Carlos do Carmo, que el seu pare li ensenyà fent dibuixos en tovallons de paper. Encara no sabia llegir i era la forma de decorar els fados preferits pel pare, com ara, Cheira bem, cheira a Lisboa i Menina das trenças pretas.
El pati de l'escola era un escenari per a la nena de sis anys. A una entrevista al Correio da Manhã, l'antiga auxiliar d'educació de l'escola, Sra. Fernanda, digué que la jove feia una roda amb les companyes i després anava cap al mig d'elles, on cantava, amb les professores vigilant als vestíbuls o darrere les finestres, perquè no sentís vergonya.
Una altra de les seves aficions era el sapateado, practicat a la porta de casa amb xapes de la Coca-Cola enganxades a les sabates. Cantava a casa i, en comptes de micròfon, usava llaunes de laca i desodorant.
Als set anys, és convidada per Alfredo Marceneiro Júnior, fill d'Alfredo Marceneiro, a actuar a l'escenari del restaurant Adega Machado, sent aquesta la seva estrena a una casa de fados.
Fins a decidir-se pel fado cantà diversos gèneres com pop, gospel, soul i jazz. A l'època no era ben vist dir que t'agradava cantar fado. Va formar amb alguns amics una banda de versions anomenada Vinyl i solia cantar al bar Xafarix de Lisboa. Més endavant formà els Funytown.
Mariza cantava regularment a un bar de Madragoa, el Berimbar, la propietària del qual era la mare de João Pedro Ruela. La música brasilera era una atracció per la Mariza i va viure cinc mesos al Brasil el 1996.
Va ser a una de les més típiques cases de fados de Lisboa, la Sr. Vinho, propietat de Maria da Fé i de José Luís Gordo, situada al barri de Lapa, on Mariza va començar a cantar més professionalment. «Maria da Fé va ser, pràcticament, la seva professora aquí», segons José Luís Gordo, que arribà a escriure dos fados per a l'intèrpret. La primera música que cantà en públic va ser Povo que lavas no rio. També va cantar al Café Café, propietat d'Herman José.

## Fado em mim i internacionalització
El 1998 actua convidada per la Caixa Económica Luso-Belga a Brussel·les i Amsterdam.
El 1999 és convidada pel director teatral Filipe La Féria a formar part de la llista de cantants que homenatjaran Amália Rodrigues a un espectacle al Coliseu de Lisboa (i després al Coliseu de Porto), transmès en directe per la cadena TVI. Entre les cançons que va cantar estaven Oiça lá ó senhor Vinho i Estranha forma de vida.
El disc de debut, Fado em mim, havia de ser només una edició privada, feta per la insistència de João Pedro Ruela, però acabà sent editat a 32 països. No aconseguí ser contractada per cap segell portuguès. Això no obstant, un segell holandès, World Connection, decidí apostar per la fadista i edità el primer àlbum a diversos països.
No fou fins al 2002 que Mariza va veure el seu primer àlbum, editat a Portugal. Entre els principals temes del disc es trobaven Chuva, Ó gente da minha terra i Oiça lá ó senhor Vinho.
El disc és una espècie de tribut a Amália Rodrigues, ja que moltes de les cançons eren del seu repertori. Una de les que aconseguí major repercussió fou Chuva. Barco negro apareix en una versió força diferent a l'original, ritmada per la percussió de João Pedro Ruela. Loucura, una de les seves cançons més emblemàtiques, inicià no només aquest disc sinó dos dels seus principals concerts: el concert a Lisboa, als jardins de la Torre de Belém, el qual originà un disc que rebé una nominació al Grammy Llatí i el concert al Pavilhão Atlântico amb convidats especials, el 8 de novembre del 2007, donat simultàniament a la festa d'entrega dels Grammy pels quals estava nominada.
Amb aquest disc sorgiren les primeres gires a l'estranger i els primers premis i nominacions. El primer premi que rep fou donat, el 2001, al disc Fado em mim per la crítica alemanya.
Amb tot, molts dels concerts que donà foren invitacions d'institucions oficials, com ara ambaixades, entre d'altres. Als EUA, per exemple, entre el públic estava l'esposa del secretari d'estat del país, Colin Powell, que es feia acompanyar per l'esposa d'un senador. Presentà el seu disc al Central Park de Nova York i al Hollywood Bowl de Los Angeles, però a una entrevista declarà haver-li agradat més l'espectacle que va donar al gran auditori del New Jersey Performing Arts Center, per ser un espai més petit i intimista.
El CD es vengué molt bé a Portugal, liderant les llistes de vendes tal com farien la resta dels discos de la fadista. Als Països Baixos també va obtenir èxit comercial, així com al Regne Unit i a Finlàndia. Als EUA l'àlbum arribà al lloc 6è a la llista dels més venuts a l'àrea de world music.
Al mundial de futbol del 2002, interpretà l'himne nacional portuguès abans de l'inici del partit entre Corea del sud, que jugava a casa, contra la selecció de Portugal.

### Primera gira
Fa una gira pel món, passant per Tailàndia, Itàlia, Països Baixos, EUA, Espanya o Catalunya. A invitació de l'entitat reguladora de l'espectacle, participà en el Festival WOMAD 2002 (organitzat pel Real World de Peter Gabriel) a Reading, al Regne Unit. El seu concert al festival de world music va ser enregistrat i editat en una edició limitada per a col·leccionistes, Live at WOMAD 2002. Entre les cançons, les que més destaquen són Primavera i una imponent interpretació d'Estranha forma de vida.
El 2002, en el decurs de la promoció d'aquest disc, participà per primera vegada al programa de la BBC, Later with Jools Holland, a un altre programa de televisió francès i va ser portada de la revista Folk Roots. Després tornà a Portugal on actuà amb la sala plena, al Rivoli de Porto i al Grande Auditório del CCB a Lisboa, dues de les grans sales d'espectacles de Portugal. Sobre aquests dos espectacles i en resposta a la pregunta feta per diversos periodistes de diverses publicacions, Mariza va fer una declaració que esdevingué famosa i es convertí en un emblema de comunicació social sempre que torna de les gires per l'estranger a Portugal: «...això és com tornar a casa per rebre la benedicció dels pares.»
De tornada a Londres el 24 de Novembre, va esgotar totes les localitats, amb dos mesos d'antelació, a la Purcell Room del The Royal Festival Hall, on actuà en l'àmbit del Festival Atlantic Waves.

## Fado Curvo

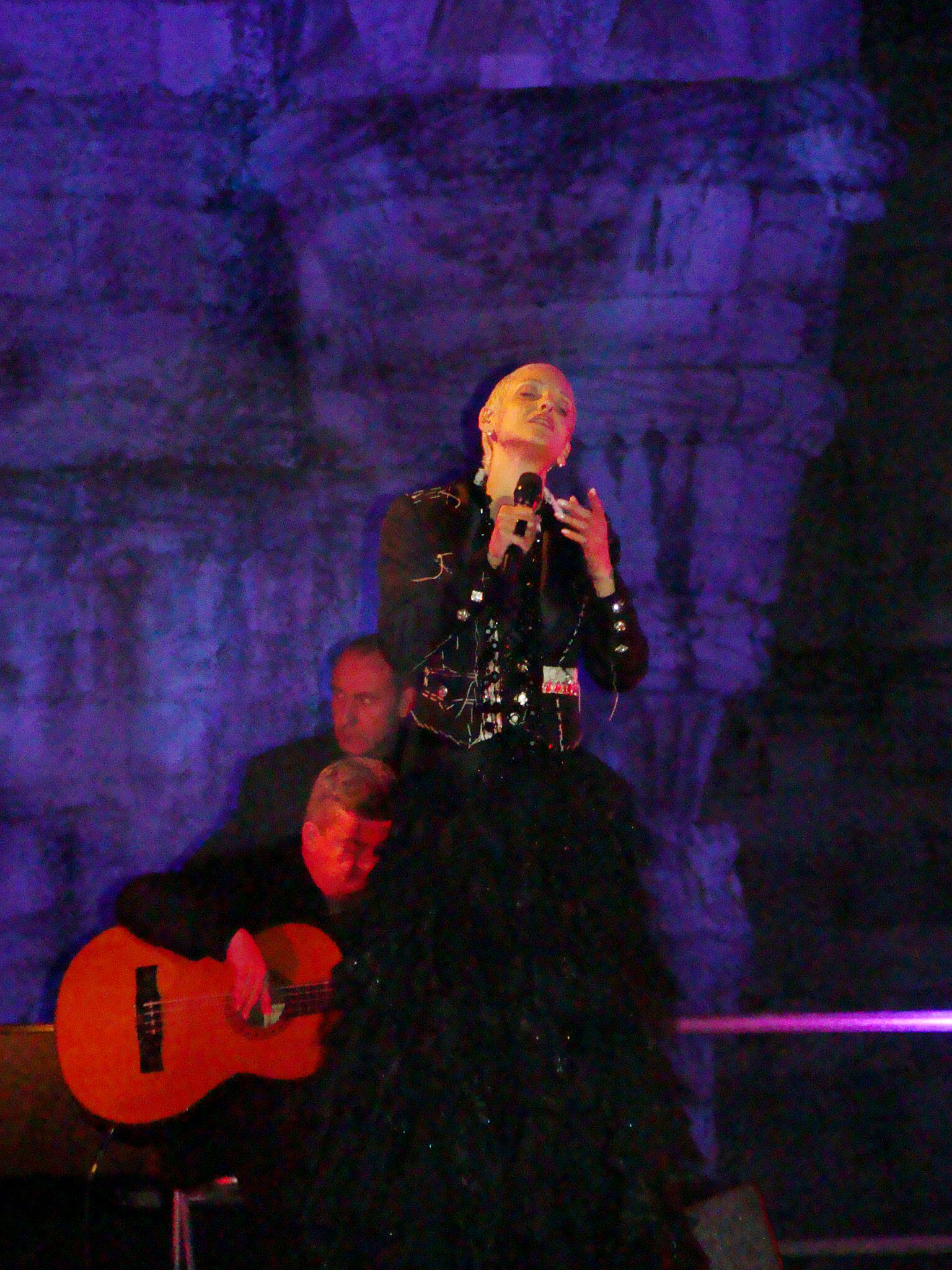
Mariza en concerto a la Torre de Belém, 2008

Un any després de Fado em mim edita Fado Curvo, que repeteix l'èxit de l'anterior obtenint un quàdruple disc de platí. Mescla una mica de diversos estils i abriga una visió més madura del fado i una temptativa d'exploració i innovació per part dels productors, lletristes i de la mateixa cantant. El tema principal d'aquesta producció de Carlos Maria Trindade va ser Cavaleiro Monge.
Tanmateix, la cançó que més destaca és Primavera, poema sublim d'autoria de l'escriptor i poeta lisboeta David Mourão-Ferreira i provenent del repertori amalià. Es convertí en una de les grans passions de Mariza, una cosa a la qual es refereix cada vegada que canta en viu i que abans de ser gravat aquest disc ja formava part del repertori dels espectacles de l'intèrpret. El 8 de novembre del 2007, al concert al Pavilhão Atlântico, l'intèrpret va ser aplaudida d'empeus durant sis minuts consecutius al final de la interpretació de Primavera. Sobre el disc Mariza digué en una entrevista: «A més de Primavera, destaquen d'altres cançons, entre elles, l'homònima del disc, Fado Curvo, d'autoria de Carlos Maria Trindade, cançó que estreny la relació del fado amb la dansa degut al seu to alegre i més contemporani». Segons la cantant, aquest fado es relaciona amb la seva vida personal i amb la vida de qualsevol ésser humà, ja que aquesta mai és lineal.
Al disc interpreta Caravelas, basat en un poema de Florbela Espanca, de la qual també havia gravat un fado al disc anterior. Després canta un poema de Gil do Carmo, un registre més lleu i contemporani que es refereix a Lisboa i al Tajo. La cançó més curta del disc, Anéis do meu cabelo es basa en un poema d'António Botto que sembla estar fet a mida de l'intèrpret.
El disc inclou un fado de Coïmbra, Menino do Bairro Negro, d'autoria de Zeca Afonso. Mariza, pel que ella conta en una entrevista al diari Público, dubtà de la interpretació d'aquest fado: «Em vaig resistir molt a cantar aquest tema. En primer lloc perquè les dones no canten fado de Coïmbra. En segon lloc, perquè era una lletra de Zeca Afonso i les seves lletres tenen sempre d'altres sentits. O sigui, és molt difícil cantar fado de Coïmbra, perquè tan de pressa s'és als greus com en notes molt altes. (…) La lletra té una càrrega política tremenda, però no se si la gent es fixarà en això. Vaig saber fa poc la història d'aquest tema, contada pel mateix Zeca Afonso. Ell havia anat de viatge a Porto a mitjans dels anys 70 i va veure un home orinar dins d'una llauna. Allò el trasbalsà molt i li cridà l'atenció el barri on passava l'escena: un barri molt pobre i gris.»
La cançó li seria útil a partir del 2005, quan fou anomenada Ambaixadora de Generositat de l'UNICEF i aquesta era una forma cantada de transmetre el missatge al públic.

### Millor artista europea de World Music
Fado Curvo és considerat el “CD de la setmana” per la BBC Radio, el 2003. També el 2003 rep un dels més prestigiosos i importants premis de la seva carrera: una nominació de la BBC Radio 3 a la categoria de Millor Artista Europea de World Music. Guanya el premi i el 2006 torna a ser nominada a la mateixa categoria. Rep, també, el premi donat per la Deutsche Schallplatten Kritik, guanyant, tot seguit, el premi “Personalitat de l'any” de l'AIEP.
Ja en el 2004 rep la Medalla al Mèrit Turístic (grau or) de la Secretaria d'Estat de Turisme i el premi European Border Breakers Award al MIDEM, de Cannes. Els lectors de la revista Lux, just després de la consecució d'aquests premis, l'elegeixen “Personalitat de l'any” a l'àrea de música.
Aquest mateix any, convidada per les autoritats i ambaixades egípcies, es presentà com a convidada d'honor al X Cairo International Song Festival 2004. Quan arribà a l'aeroport i a l'esdeveniment, les personalitats que l'esperaven que es sorprengueren per no estar acompanyada per cap comitè de l'ambaixada portuguesa o per personalitats del govern de Portugal. A Sèrbia, quan aquesta encara estava unida a Montenegro, va exhaurir totes les entrades i aquells que no en pogueren aconseguir es van concentrar a l'exterior de l'edifici fins que els van obrir la porta per assistir a l'espectacle.
Un dia abans de rebre el guardó de la BBC Radio de mans de Michael Nyman, Mariza donà un concert a Londres que fou un dels moments àlgids de la seva carrera i, del qual, en sortí el DVD Mariza Live in London. Va ser el seu primer DVD, editat el 28 de juny del 2004 i enregistrat conjuntament amb la BBC i amb realització de Janet Fraser Cook i producció d'Alison Howe. Aquest any 2004, cantà un duet amb Sting al disc Unity enregistrat amb ocasió dels Jocs Olímpics d'Atenes.

## Transparente
Mariza convida, el 2004, Jacques Morelebaum, famós productor brasiler que treballa amb Caetano Veloso a la producció dels seus discos, per a treballar al seu àlbum. El resultat fou el disc Transparente, un disc que homenatja la seva àvia africana i que mescla noves sonoritats al fado, entre una cerca de les arrels moçambiqueses de Mariza, una sonoritat jazzística novaiorquesa, una exploració dels cants de la província de Minho i del nord-est brasiler i una interpel·lació a la música clàssica, que tant marcà el fado contemporani.
«Sento que hi ha una coincidència entre la meva vida i el fado. El mestissatge té un gran significat per a mi»
Presenta el disc, per primer cop, al Centro Cultural Olga Cadaval de Sintra.
El novembre de 2005, aquest disc es publica a l'estat espanyol amb dues versions més en castellà: Hay una música del pueblo (amb el cantaor José Mercé) i Mi fado mío.
El 2005 és nomenada Ambaixadora de Generositat de l'UNICEF i seguidament Ambaixadora de Hans Christian Andersen a Portugal, per l'ambaixador de Dinamarca, a propòsit de les commemoracions del bicentenari de l'escriptor.
També rep el Prémio Fundação Amália Rodrigues Internacional com a intèrpret que més contribueix a la difusió de la música portuguesa a l'estranger. El president de la república, Jorge Sampaio, la nomena Comendadora da Ordem do Infante Dom Henrique.
El 2006 rep el Globus d'Or a la categoria de Millor Intèrpret.
A la gira, actua per tot el món a sales com l'Olympia de Paris, l'Òpera de Frankfurt, Le Carré d'Amesterdam, el Palau de la Música de Barcelona, el Carnegie Hall, de Nova York o l'Òpera de Sidney.
Aquesta gira comptà amb la col·laboració del mateix Jacques Morelebaum dirigint l'Orquestra Sinfonietta de Lisboa, una de les millors i més prestigioses d'Europa i amb diversos convidats especials com Carlos do Carmo, Rui Veloso o Tito Paris.

## Concerto em Lisboa
Després de la gravació de Transparente, l'artista inicià una llarga gira pel món, inclòs Portugal. La nit del 6 de setembre del 2005, dins la mateixa gira, oferí als jardins de la Torre de Belém, a Lisboa, un espectacle al qual concorreran més de 25.000 persones. El concert fou enregistrat i d'ell en resultà un àlbum i DVD homònims. El CD Concerto em Lisboa va ser editat el 6 de novembre del 2006.
L'àlbum tingué dues edicions, una d'elles especial i limitada, amb 18 temes. El DVD inclogué un enregistrament realitzat per la BBC de l'actuació de la fadista a una casa de fados de Bairro Alto, A Tasca do Chico, imatges i el making off del concert. A aquest concert li succeïren dues actuacions al Coliseu de Lisboa i al Coliseu de Porto.
El CD va ser nominat als Grammy Llatins a la categoria de música folk. Així Mariza fou la primera portuguesa nominada per aquests guardons. La seva nominació causà una gran agitació a la premsa portuguesa. Això no obstant, Mariza declarà sempre que no creia que pogués guanyar el premi. Una de les seves respostes en relació al Grammy va ser: «Ja he dit a les entrevistes que no sé si sóc prou llatina...»
El 10 d'octubre participà en el Late Show With David Letterman, un programa que duia 25 anys en antena i tenia una mitjana d'entre 18 i 20 milions d'espectadors. Aquella nit, Mariza cantà per prop de 25 milions d'espectadors Ó gente da minha terra. Va ser la primera portuguesa convidada al programa. Segons una entrevista al Correio da Manhã, la fadista declarà que l'endemà fou aturada i felicitada diverses vegades pels carrers de Nova York.

### Col·laboració amb Frank Gehry
El 2007 va fer un concert al Walt Disney Concert Hall de Los Angeles en col·laboració amb Frank Gehry. La proposta vingué de Gehry i seria la primera vegada que aquest treballaria conjuntament a una artista musical. Ideà una taverna portuguesa, acollidora i intimista, que fes recordar Lisboa i el seu ambient de barris. També planejava dissenyar el vestuari, però, finalment, acabà per delegar l'elecció a la mateixa Mariza, qui escollí un vestit del seu modista habitual, João Rôlo i un altre de Fátima Lópes.

### Fados
El novembre s'estrenà a Portugal la pel·lícula Fados de Carlos Saura, que completà la trilogia iniciada uns anys abans per l'autor. Tres documentals musicals sobre tres grans gèneres de música urbana tradicional, que esdevingueren la icona del país d'origen. Framenco,  Tango i ara Fados.
Fados, que començà a ser rodat el gener, sorgeix com un documental musical que immortalitzà el fado i el tractà amb tota la contemporaneïtat que mereix, afegint-li uns dels més famosos artistes de world music, tornant-lo novament ballable, com era quan sorgí pels barris de Lisboa carregat per la veu de bohemis i amb les guitarres recolzades a la cama. La pel·lícula es prengué com un atac als puristes i conservadors.
Entre els artistes que hi participen hi trobem Mariza, amb tres aparicions en escena per cantar Transparente, després un fado-flamenc amb Miguel Poveda, Meu fado meu i Ó gente da minha terra.
Mariza participà en la promoció de la pel·lícula tant als EUA com a Espanya. La pel·lícula reuní tan crítiques com elogis i una de les crítiques, ja esmentada, és el fet d'apartar-se de la concepció natural del fado.
Aquell any aconsegueix una nova proesa. Tenir tres discos seus al top 15 de vendes a Portugal. En primer lloc, Concerto em Lisboa.

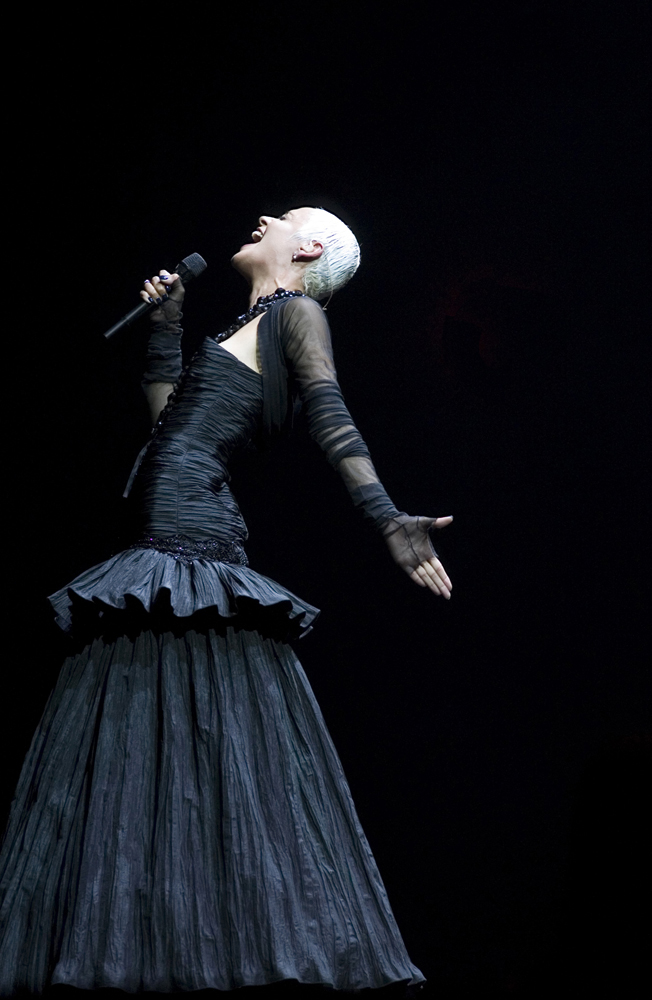
Mariza al concert al Pavilhão Atlântico de Lisboa, foto de José Goulão.

## Terra
El 9 de maig del 2008 un nou concert als jardins de la Torre de Belém, serví perquè Mariza presentés tres dels temes del seu nou disc, Terra, que s'editaria el 30 de juny a Portugal.
Terra és el quart disc d'originals de Mariza, aquest cop editat pel segell Blue Note Recods i amb producció de Javier Limón. El disc és conseqüència de les diverses gires realitzades per la fadista, per tot el món i de compartir escenari amb multitud d'artistes. És descrit com a «orgànic» i com «un viatge». Inclou alguns fados clàssics com Alfama i Rosa branca i d'altres amb lletra de David Mourão-Ferreira, com Recurso, musicat por Mário Pacheco, Florbela Espanca, Paulo Abreu Lima i d'altres. No inclou només fados, sinó també mornes, duets (amb Tito Paris i Concha Buika) i col·laboracions amb Rui Veloso, Ivan Lins i Dominic Miller (guitarrista de Sting). El senzill va ser Rosa branca.

## Mariza i el fado contemporani
Malgrat reunir algunes crítiques dels espectadors més conservadors, Mariza ha estat la major impulsora de la nova generació de fadistes que sorgiren al segle XXI i una de les persones que més han contribuït al reconeixement i valor que el fado ha aconseguit recuperar tant a Portugal com a la resta del món.

### La influència d'Amália Rodrigues
Mariza, avui, és la fadista més reconeguda del fado contemporani i reuneix, almenys, tres característiques que Amália tingué i que impulsaren el seu èxit: provenir d'un barri típic de Lisboa, tenir una veu excel·lent i la dramatització de les seves interpretacions. I Mariza conegué la música d'Amália Rodrigues relativament tard, ja que el seu pare només tenia l'hàbit d'escoltar fadistes masculins a casa. Acusada d'explotar el repertori més cèlebre d'Amália, és inqüestionable que Mariza revitalitzà aquestes cançons tot donant, de nou, protagonisme al fado. Situà, també, el fado al cim de la world music. Mariza fa, cada cop més, un fado molt autèntic i molt propi, essent considerada l'exponent del fado experimental. Representa, sobretot, un passar pàgina en el fado.

## Discografia
- Fado em Mim (2001)
- Fado Curvo (2003)
- Transparente (2005)
- Concerto em Lisboa CD (2006)
- Terra (2008)
- Fado Tradicional (2010)
- Best Of (2014)
- Mundo (2015)

## Videografia
- Mariza Live in London DVD (2004)
- Concerto em Lisboa DVD (2006)

## Documentals
- Simon Broughton, Mariza and the Story of Fado, BBC & RTP, 2007.

## Col·laboracions
- Pirilampo Mágico (Maria João i Teresa Salgueiro) - Faz a magia voar (2003)
- Chill Fado - O deserto [remix] (2004)
- Sting - A Thousand Years (2004)
- Carlos Guilherme - Tudo isto é Fado (2005)
- Tim - Fado do encontro (2007)
- Rui Veloso
- Paulo de Carvalho - O meu mundo inteiro(2008)
- Boss Ac - Alguém me ouviu (Mantem-te firme) (2009)